# Castiglione Messer Marino
Castiglione Messer Marino es un municipio situado en el territorio de la Provincia de Chieti, en Abruzzo (Italia).

## Demografía
| Gráfica de evolución demográfica de Castiglione Messer Marino entre 1861 y 2001 |
|                                                                                 |
| fuente ISTAT - elaboración gráfica a cargo de Wikipedia                         |